# Ancora Barabba
Ancora Barabba è il quinto album in studio del cantautore italiano Fabrizio Moro, pubblicato il 19 febbraio 2010 dalla Warner Music Group.

## Descrizione
Va a completare l'EP Barabba, uscito a giugno del 2009. Nel disco sono infatti presenti sette brani inediti e uno dal vivo, tra cui una traccia scritta dal poeta e scrittore Roberto Roversi con la musica di Gaetano Curreri. Dal punto di vista musicale si tratta di un album pop rock influenzato da elementi della musica d'autore e dal folk.
È stato anticipato dal singolo Non è una canzone, ascoltato per la prima volta il 16 febbraio al Festival di Sanremo 2010, dove il cantautore ha partecipato. Nel mese di giugno è stato pubblicato il video per il brano Non gradisco.

## Tracce
Testi e musiche di Fabrizio Moro, eccetto dove indicato.
1. Un pezzettino – 3:29
2. Sangue nelle vene – 3:43
3. Non è una canzone – 3:08
4. Sei andata via – 4:20
5. Barabba – 3:58 (musica: Fabrizio Moro, Andrea Febo)
6. Il senso di ogni cosa – 4:09
7. Non gradisco – 3:27
8. Il peggio è passato – 4:47
9. Desiderare – 3:31
10. Melodia di giugno – 3:45
11. Il momento giusto – 3:59 (musica: Fabrizio Moro, Fabrizio Termignone)
12. Quel fischio sopra la pianura – 3:22 (testo: Roberto Roversi – musica: Gaetano Curreri)
13. Ottobre – 3:19 (musica: Fabrizio Moro, Danilo Molinari)
14. Il senso di ogni cosa (Live Roma 03.12.2009) – 3:53

## Classifiche
| Classifica (2010) | Posizione massima |
| ----------------- | ----------------- |
| Italia            | 39                |